# Albertville
Albertville (provansalsko Arbèrtvile) je naselje in občina v vzhodni francoski regiji Rona-Alpe, podprefektura departmaja Savoja. Leta 2008 je naselje imelo 18.480 prebivalcev.
Albertville je bil v središču pozornosti leta 1992 kot osrednji prireditelj Zimskih olimpijskih iger.

## Geografija
Kraj leži v Savoji ob izlivu reke Arly v Isère.

## Administracija
Albertville je sedež dveh kantonov v departmaju Savoie v jugovzhodni Franciji:
- Kanton Albertville-1: sestavljajo ga občine:

1. Albertville (partly)
2. Allondaz
3. La Bâthie
4. Cevins
5. Esserts-Blay
6. Mercury
7. Rognaix
8. Saint-Paul-sur-Isère
9. Tours-en-Savoie

- Kanton Albertville-2 sestavljajo občine:

1. Albertville (partly)
2. Bonvillard
3. Cléry
4. Frontenex
5. Gilly-sur-Isère
6. Grésy-sur-Isère
7. Grignon
8. Montailleur
9. Monthion
10. Notre-Dame-des-Millières
11. Plancherine
12. Sainte-Hélène-sur-Isère
13. Saint-Vital
14. Tournon
15. Verrens-Arvey

Naselje je prav tako sedež okrožja, v departmaju Savoie v regiji Auvergne-Rhône-Alpes. Ima 69 občin. Njegovo prebivalstvo je 111.751 (2016), njegova površina pa 2466,1 km².
Kantoni okrožja Albertville so bili od januarja 2015:
1. Aime
2. Albertville-Nord
3. Albertville-Sud
4. Beaufort
5. Bourg-Saint-Maurice
6. Bozel
7. Grésy-sur-Isère
8. Moûtiers
9. Ugine

## Zgodovina
Albertville je bil ustanovljen 19. decembra 1835 z združitvijo dotedaj samostojnih krajev Conflans in l'Hôpital pod sardinskim kraljem Karlom Albertom I.  Sardinskim.
Ozemlje Conflansa ob izlivu Arlyja v Isére je bilo znano že v rimskem času pod imenom ad Confluentes (sotočje). Konec 12. stoletja je Malteški viteški red v bližini ustanovil bolnišnico, okoli katere se je začelo razvijati naselje, prvikrat omenjeno leta 1216 pod imenom l'Hôpital-sous-Conflans (Villefranche de l'Hôpital, 1287).
Skozi stoletja sta naselji prehajali iz francoskih rok v roke Sardinije, Svetorimskega cesarstva in Avstrije. Leta 1801 je po Napoleonovem zavzetju Savoje začasno dobilo ime Conflent.
Od 8. do 23. februarja 1992 je Albertville gostil 16. zimske olimpijske igre.

## Zanimivosti
Albertville je na seznamu francoskih umetnostno-zgodovinskih mest.
- srednjeveško naselje Conflans,
  - Château Rouge iz konca 14. stoletja (muzej etnografije in zgodovine),
  - Château de Manuel de Locatelli iz konca 16. stoletja,

## Pobratena mesta
- Aosta, Italija[5]
- Winnenden, Baden-Württemberg, Nemčija
- Sainte-Adèle, Quebec, Kanada
- Vancouver, Britanska Kolumbija, Kanada, ki je tako kot Albertville gostilo zimske olimpijske igre, in to leta zimske olimpijske igre 2010